# Robert Schrader
Robert Schrader (* 12. September 1939 in Berlin; † 29. November 2015 ebenda) war ein deutscher theoretischer und mathematischer Physiker.

## Leben und Wirken
Schrader studierte 1959 bis 1964 Physik an der Christian-Albrechts-Universität zu Kiel, der Universität Zürich und der Universität Hamburg, wo er 1964 bei Hans Joos sein Diplom machte (mit einer Arbeit aus der Darstellungstheorie der Poincaré-Gruppe). 1965 ging er an die ETH Zürich, wo er Assistent war und 1969 bei Res Jost promoviert wurde (Das Galilei-invariante Lee-Modell). 1970 bis 1973 war er Research Fellow an der Harvard University und an der Princeton University. In Harvard bei Arthur Jaffe entstand seine Arbeit mit Konrad Osterwalder über euklidische Quantenfeldtheorie. 1971 habilitierte er sich in Hamburg („Das Yukawa Modell in zwei Raum-Zeit-Dimensionen“). Ab 1973 war er Professor für theoretische Physik an der FU Berlin. 1974 und 1980 war er zu einem Gastaufenthalt am IHES bei Paris, 1976 in Harvard, 1979 am CERN, 1986/87 am Institute for Advanced Study, 1989 an der ETH und 1982 bis 1984 Gastprofessor an der State University of New York at Stony Brook.
Schrader beschäftigte sich mit mathematischer Quantenfeldtheorie und führte 1973 mit Konrad Osterwalder die Osterwalder-Schrader Axiome ein. Schon in den 1950er Jahren wurde (von Julian Schwinger u. a.) eine Ähnlichkeit der Quantenfeldtheorie zur statistischen Mechanik festgestellt, falls man die gewöhnliche, mit einer Minkowski-Metrik versehene Raum-Zeit zu imaginären Zeit-Werten analytisch fortsetzt (euklidische Raum-Zeit). Mit den Osterwalder-Schrader Axiomen ließ sich das mathematisch begründen. Er arbeitete auch auf weiteren Gebieten der mathematischen und theoretischen Physik wie Yang-Mills-Theorien, Invarianten dreidimensionaler Mannigfaltigkeiten, Gravitationstheorie auf Raum-Zeit-Gittern, Quantenstreutheorie auf endlichen Graphen, statistischer Mechanik bis hin zur Messung von Gravitationswellen mit SQUIDs.